# 柏山奈奈美
柏山奈奈美（12月27日—）是日本女性聲優，宮城縣出身，原屬Production Ace演技研究所，2014年2月1日開始隸屬於SUN MUSIC。

## 演出作品
※粗體字為主要角色

### 電視動畫
2011年
- R-15（園聲謠江）

2012年
- 直笛與雙背帶書包 Do♪（小綠、學生、母親）
- 直笛與雙背帶書包 Re♪（小綠、高中生A、女性客A、女學生B）

2013年
- 直笛與雙背帶書包 Mi☆（青野）

2014年
- 目隱都市的演繹者（如月桃／MOMO）

2015年
- 我被抓到貴族女校當「庶民樣本」（大小姐、體育教師、新人女僕）

2016年
- Lostorage incited WIXOSS（參列者）

2018年
- 魔法律事務所（排球部員①）

### 遊戲
2011年
- R-15携带版（园声谣江）

2019年
- 怪物彈珠（2019~2020 凡赫辛、薇蕾雅）

### DRAMA CD
- project-ALIICA-（涼風若葉）

## 外部連結
- 柏山奈奈美 Official Blog「Happy☆Clover」 （页面存档备份，存于）（日語）
- ☆幸福幸運草☆ （页面存档备份，存于） - 舊官方Blog（日語）
- 柏山奈奈美的X（前Twitter）（日語）